# De klucht van de koe
De klucht van de koe is een Nederlandse klucht uit 1612 geschreven door Gerbrand Adriaensz. Bredero.

## Plot
Een boer wordt in de maling genomen door een oplichter: deze laatste vraagt de boer een koe voor hem te verkopen omdat hij dringend geld nodig heeft. De oplichter heeft deze koe echter van de boer gestolen. En terwijl de boer zijn eigen koe verkoopt aan een andere boer, laat de dief in een herberg drank en eten aandragen. De boer komt naar de herberg met het geld van de verkoop en wordt getrakteerd door de oplichter, die evenwel daarna zonder te betalen vertrekt. Om te voorkomen dat zal worden rondverteld hoe hij in de val is gelopen moet de boer uiteindelijk in de herberg ook nog de openstaande rekeningen betalen. 